# Memory Box
Memory Box es una película dramática coproducido internacionalmente escrita y dirigida por Joana Hadjithomas y Khalil Joreige. La película está protagonizada por Rim Turki, Manal Issa y Paloma Vauthier.
La película tuvo su estreno mundial en la 71.ª edición del Festival Internacional de Cine de Berlín en marzo de 2021. Memory Box es la primera película libanesa en ser nominada, entre 15 películas, para la competencia de la Berlinale en cuatro décadas.

## Sinopsis
Maia, una madre soltera, vive en Montreal con su hija adolescente, Álex. En Nochebuena, reciben una entrega inesperada: cuadernos, cintas y fotos que Maia le envió a su mejor amiga del Beirut de los años 80. Maia se niega a abrir la caja o confrontar sus recuerdos, pero Álex comienza a zambullirse en ella en secreto. Entre la fantasía y la realidad, Álex se adentra en el mundo de la tumultuosa y apasionada adolescencia de su madre durante la guerra civil libanesa, desvelando los misterios de un pasado oculto.

## Reparto
- Rim Turki como Maia Sanders (adulta)
- Manal Issa como Maia Sanders (joven)
- Paloma Vauthier como Álex Sanders
- Michelle Bado como Michelle (joven)
- Rita Bado
- Rabih Mroué como Raja (adulto)
- Patricio Chemali

## Lanzamiento
El 11 de febrero de 2021, la Berlinale anunció que la película tendría su estreno mundial en la 71.ª Festival Internacional de Cine de Berlín en la sección Competición de la Berlinale, en marzo de 2021.

## Recepción
Memory Box tiene una calificación del 90% en Rotten Tomatoes. Tras el estreno mundial en la 71.ª edición de la Berlinale, la película fue reseñada por importantes críticos y escritores como Cirina Catania del US Times, quien describió la película como "Inesperada, perspicaz, dura, triste, alegre y llena de amor, esta película es imprescindible de ver". Jay Weissberg de Variety escribió que "el tratamiento creativo de la imagen de Hadjithomas y Joreige, incluida la yuxtaposición significativa de diferentes calibres y texturas, nunca se había sentido tan accesible para el público no acostumbrado a las prácticas de vanguardia, y si bien esta es una película profundamente personal, será tienen una resonancia abrumadora con multitudes de espectadores”. “Aunque por fuera parece que Memory Box cuenta la historia familiar de un fantasma del pasado, la película es en realidad mucho más compleja que eso. Es una representación introspectiva, conmovedora y visualmente inventiva de cómo la memoria, buena o mala, juega un papel muy importante en la forma de nosotros en el presente. Hadjithomas y Joreige lo han vuelto a hacer”, dice Reyzando Navara de Film Inquiry.

## Reconocimientos
- Nominado al premio mayor del Oso de Oro en la 71.ª Berlinale.[10]